# Tạ Gia Tập
Tạ Gia Tập (chữ Hán giản thể: 谢家集区, Hán Việt: Tạ Gia Tập khu) là một quận thuộc địa cấp thị Hoài Nam, tỉnh An Huy, Cộng hòa Nhân dân Trung Hoa. Quận này nằm ở phía tây của Hoài Nam, giáp Trường Phong về phía đông nam, huyện Thọ và Phượng Đài về phía tây bắc. Tạ Gia Tập có diện tích 273 km2, dân số 330.000 người, mã số bưu chính 232052.

## Hành chính
Quận Tạ Gia Tập được chia thành các đơn vị hành chính gồm 5 nhai đạo, 4 trấn, 1 hương và 1 hương dân tộc. Các đơn vị này lại được chia ra thành 87 uỷ ban cư dân và 26 uỷ ban thôn cư.
- Nhai đạo biện sự xứ: Tạ Gia Tập, Thái Gia Cương, Lập Tân, Tạ Tam Thôn, Bình Sơn.
- Trấn: Lý Dĩnh Tư, Vọng Phong Cương, Đường Sơn, Dương Công.
- Hương Tôn Miếu.
- Hương dân tộc Hồi Qua Đôi.